# Cantone di Saint-Pons-de-Thomières
Il Cantone di Saint-Pons-de-Thomières è una divisione amministrativa dell'arrondissement di Béziers.
A seguito della riforma approvata con decreto del 26 febbraio 2014, che ha avuto attuazione dopo le elezioni dipartimentali del 2015, è passato da 9 a 59 comuni.

## Composizione
I 9 comuni facenti parte prima della riforma del 2014 erano:
- Boisset
- Courniou
- Pardailhan
- Rieussec
- Riols
- Saint-Jean-de-Minervois
- Saint-Pons-de-Thomières
- Vélieux
- Verreries-de-Moussans

Dal 2015 i comuni appartenenti al cantone sono i seguenti 59:
- Agel
- Aigne
- Aigues-Vives
- Assignan
- Azillanet
- Babeau-Bouldoux
- Beaufort
- Berlou
- Boisset
- Cambon-et-Salvergues
- Capestang
- Cassagnoles
- Castanet-le-Haut
- La Caunette
- Cazedarnes
- Cébazan
- Cessenon-sur-Orb
- Cesseras
- Colombières-sur-Orb
- Courniou
- Creissan
- Cruzy
- Félines-Minervois
- Ferrals-les-Montagnes
- Ferrières-Poussarou
- Fraisse-sur-Agout
- La Livinière
- Minerve
- Mons
- Montels
- Montouliers
- Olargues
- Olonzac
- Oupia
- Pardailhan
- Pierrerue
- Poilhes
- Prades-sur-Vernazobre
- Prémian
- Puisserguier
- Quarante
- Rieussec
- Riols
- Roquebrun
- Rosis
- Saint-Chinian
- Saint-Étienne-d'Albagnan
- Saint-Jean-de-Minervois
- Saint-Julien
- Saint-Martin-de-l'Arçon
- Saint-Pons-de-Thomières
- Saint-Vincent-d'Olargues
- La Salvetat-sur-Agout
- Siran
- Le Soulié
- Vélieux
- Verreries-de-Moussans
- Vieussan
- Villespassans